# JCB (компанія)
J.C. Bamford Excavators Limited (відома як JCB) — британська багатонаціональна корпорація зі штаб-квартирою в Уттоксетері, графство Стаффордшир. Заснована в 1945 Джозефом Сирілом Бемфордом (Joseph Cyril Bamford), назва компанії від його ініціалів.
Спеціалізується на виробництві обладнання для будівництва, сільського господарства, поводження з відходами та ін. Це третій за величиною в світі виробник будівельного обладнання. Він виробляє понад 300 видів машин, у тому числі екскаватори, трактори та дизельні двигуни. Має 22 заводи по всьому світу: в Азії, Європі, Північній та Південній Америці; Продукти компанії продаються в більш ніж 150 країнах.

## Історія
Заснована Джозефом Сирілом Бамфордом у жовтні 1945 у Уттоксетері, Стаффордшир, Англія. Він орендував гараж площею 3,7 на 4,6 м. У ньому, використовуючи зварювальний апарат, який він купив уживаним за 1 фунт стерлінгів, зробив свій перший автомобіль та причіп із залишків післявоєнної військової техніки. В день, коли народився син його Ентоні, він продав причіп на сусідньому ринку за 45 фунтів стерлінгів і відразу зробив ще один причіп. Перший трейлер і зварювальний комплект збереглися.
На даний час JCB володіє 18 заводами у Великій Британії, Німеччині, Північній та Південній Америці, Австралії, Індії та Китаї. Компанія нараховує близько 12 000 працівників на чотирьох континентах і продає свою продукцію у 150 країнах світу через 1500 дилерських відділень. Компанія має ряд більш ніж із 300 продуктів.

## Продукція
Більшість транспортних засобів, вироблених компанією JCB, є варіантами екскаватора-навантажувача, включаючи варіанти на гусеничному або колісному ходу, компактні, великогабаритні та інші варіанти т.з для транспортування та переміщення вантажу.